# Archipelag Chinijo
Archipelag Chinijo – grupa wysp, zlokalizowana na północ od wyspy Lanzarote, zaliczana do archipelagu Wysp Kanaryjskich. W jego skład wchodzą następujące wyspy:
- Graciosa
- Alegranza
- Montaña Clara
- Roque del Este
- Roque del Oeste

Ich powierzchnia wynosi 192,7 km². Od 1986 ich obszar objęty jest ochroną, a od 1994 jest traktowany jako obszar ochronny dla ptaków.